# Пугач (Ровненская область)
Пугач (укр. Пугач) — село, входит в Клесовский поселковый совет Сарненского района Ровненской области Украины.
Население по переписи 2001 года составляло 667 человек. Почтовый индекс — 34550. Телефонный код — 3655. Код КОАТУУ — 5625455402.

## Местный совет
34550, Ровненская обл., Сарненский р-н, пгт Клесов, ул. Ленина, 10.